# Виейра, Бруно
Бру́но Вие́йра (порт. Bruno Vieira do Nascimento; 30 августа 1985, Кампу-Гранди, штат Мату-Гросу-ду-Сул) — бразильский футболист, правый защитник (латераль).

## Биография
Бруно Виейра — воспитанник клуба «Гуарани» из Пальосы (штат Санта-Катарина). В 2006 году он перешёл в «Жувентуде», который на тот момент выступал в Серии A чемпионата Бразилии. Пребывание Бруно в составе этой команды совпало с началом увядания клуба: в 2007 году «Жувентуде» вылетел в Серию B, в 2009 — в Серию C (в тот год Бруно выступал на правах аренды за «Гуарани» из Кампинаса), а в 2010, но уже без Бруно, «Жувентуде» вылетел и из третьего по значимости бразильского дивизиона.
В 2010 году защитник уже выступал за «Фигейренсе». Особенно удачным для него получился сезон 2011 года (он был признан третьим правым латералем чемпионата), после чего за Бруно устроили «охоту» ведущие клубы Бразилии. Борьбу выиграл «Флуминенсе», где Бруно заменил Мариано, отправившегося играть в «Бордо». В первом же сезоне Бруно помог «трёхцветным» завоевать титул чемпионов Бразилии. Он провёл за «Флу» 27 матчей чемпионата и забил единственный для себя гол в ворота «Баии» в Салвадоре 11 октября (0:2).
16 декабря 2014 года было объявлено о переходе Бруно в «Сан-Паулу». Его контракт рассчитан на два года.

## Достижения
- Чемпион штата Рио-де-Жанейро (1): 2012
- Чемпион Бразилии (1): 2012
- Финалист Кубка Бразилии (1): 2019